# Primus pilus
El primus pilus (primípilo) era el centurión de la primera centuria de la primera cohorte de una legión romana.

## Ascenso y funciones
Era el rango máximo que un soldado raso podía alcanzar en el ejército romano posterior a las reformas de Mario, para lo cual debía permanecer en filas mucho tiempo, demostrar valor y sensatez, y ser capaz de ejercer adecuadamente el liderazgo sobre sus soldados y servir como ejemplo. Tenía a su cargo la custodia del estandarte más importante, que era el águila romana.

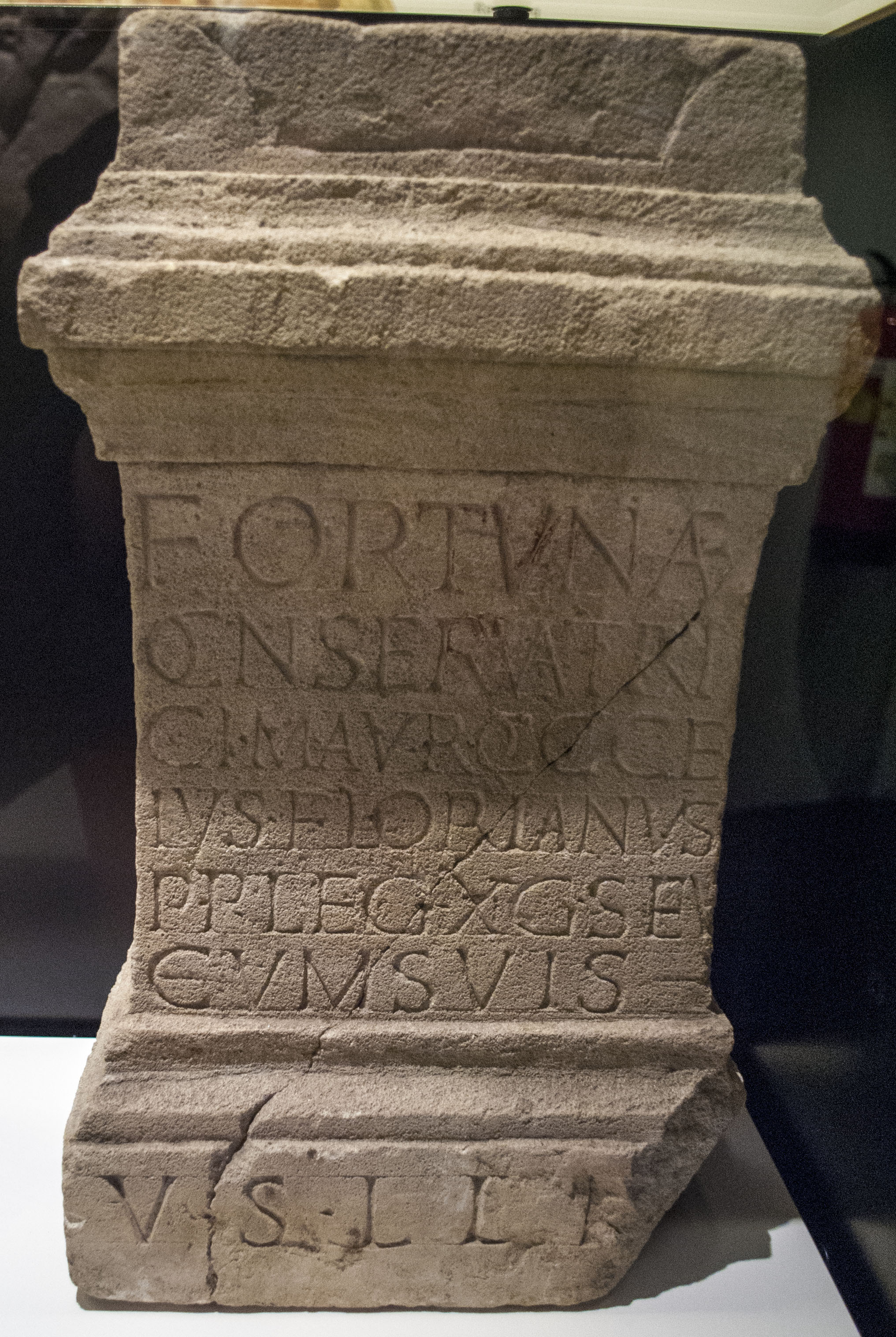
Ara dedicada a la Fortuna Conservatrix por Marco Aurelio Coceyo Floriano, quien fue Primus pilus de la Legio X Gemina en la época de Severo Alejandro en Vindobona.

A sus órdenes se encontraban todos los demás centuriones y soldados de la legión y por encima de él solo estaban el Legado de Legión -legatus legionis-, el tribuno laticlavio y el praefectus castrorum, y por su experiencia participaba en las reuniones del Estado Mayor.
El cargo de centurio primus pilus se ejercía por un solo año, transcurrido el cual la mayoría de los primipilares eran licenciados e ingresaban en el orden ecuestre, como caballeros romanos, lo que les daba derecho a participar en la vida de la comunidad urbana en la que se instalasen y a aspirar al cursus honorum de los équites romani, o bien a asentarse en Roma y asesorar directamente al emperador y sus generales. Sin embargo, unos pocos primipilares permanecían en el ejército, bien en el rarísimo rango de primus pilus bis, bien como praefectus castrorum de una legión.